# Codringtonia gittenbergeri
Codringtonia gittenbergeri is een slakkensoort uit de familie van de Helicidae. De soort is endemisch in Griekenland.
De wetenschappelijke naam Codringtonia gittenbergeri is voor het eerst geldig gepubliceerd in 2005 door Subai.